# ماتی بنوش
ماتی بنوش (اسلواکی: Matej Beňuš؛ زادهٔ ۲ نوامبر ۱۹۸۷) یک قایقران اهل اسلواکی است.
وی در مسابقات کشوری و بین‌المللی در مجموع برندهٔ ۱۳ مدال طلا، ۲ مدال نقره، ۳ مدال برنز شده‌است.